# 日光海山
日光海山（にっこうかいざん）は、硫黄島の南南東約210kmに位置する海底火山（海山）。別名、日光場。

## 概要
東京の南約1,380km、硫黄島の南南東約210kmにあたるマリアナ島弧の最北端、北緯23度4分42秒、東経142度19分32秒に位置する。全体として円錐状でありその上部に噴出物で覆われた直径約5kmのカルデラがある。基部の水深が3,000〜3,300m、海底からの比高が約2,900mで、標高は-392m。山頂部の水深459mの地点に熱水噴出孔深海生物群集が棲息している。
海底火山のため噴火履歴は明らかでなく、1979年（昭和54年）に海水変色が確認されているが火山活動によるものかは不明である。